# Asłan Dżarimow
Asłan Alijewicz Dżarimow (ros. Аслан Алиевич Джаримов, adyg. Джаримэ Аслъан Алие ыкъор; ur. 7 listopada 1939 we wsi Jegieruchaj) – rosyjski polityk, w latach 1992–2002 prezydent Republiki Adygei.

## Życiorys
W drugiej turze wyborów prezydenckich w Adygei w 1992 roku uzyskał 69,4% głosów. Urząd prezydenta Adygei objął 17 stycznia 1992 roku. W 1997 roku skutecznie ubiegał się o reelekcję, w wyborach otrzymał 57,8% głosów. W wyborach w 2002 roku uzyskał 10% głosów, przegrał je z Chazrietem Sowmienem. Sowmien zastąpił Dżarimowa na stanowisku prezydenta Adygei 8 lutego 2002 roku.
W latach 2003–2005 pełnił funkcję konsula generalnego Federacji Rosyjskiej w Warnie.
W 1973 roku został odznaczony radzieckim Orderem „Znak Honoru”, w 1995 rosyjskim Orderem Przyjaźni, w 1999 roku rosyjskim Orderem „Za zasługi dla Ojczyzny”, a w 2008 roku abchaskim Orderem Honoru i Chwały I klasy. Również w 2008 roku został honorowym obywatelem Abchazji.